# や行い
この項目では、五十音図のや行い段 (やぎょういだん、yi) について述べる。

## 発音
歴史的に日本語で「yi」の発音が存在したかどうかは明らかではない。加えて、「i」と「yi」とは区別せず、認識上は同一の発音とみなされる。
古典日本語文法のヤ行上二段活用に、い　い　ゆ　ゆる　ゆれ　いよ　とあり、や行いが現れる。また、ヤ行上一段活用はすべての活用形がや行いとされる。

## 文字
江戸時代から明治時代の間に、あ行い段 (i) と、や行い段 (yi) の仮名を書き分けすべきとの学説が現れた。字の形は文献によってまちまちである。「」と「」はその内の二つに過ぎない。
- i
  - 古くからある仮名
    - い[4] (平仮名)
    - イ[4] (片仮名)

- yi
  - 古くからある仮名
    - い (平仮名)
    - [4] (「い」の変体仮名。平仮名)
    - イ (片仮名)

  - 新しく作られた仮名
    - い〻[5](点付きの「い」。平仮名)
    - 〻[6](点付きの「」。平仮名)
    - [4] (「以」の行書。平仮名)
    - イ〻[5](点付きの「イ」。片仮名)
    - [4][7](「以」の省画[7]。逆さにした「イ」の活字で代用することがある。片仮名)
    - [8](「以」の省画。片仮名)

このような書き分けは、音義派の学説に基づいて考え出された。音義派は、あ行い段とや行い段、あ行え段とや行え段、あ行う段とわ行う段は、本来違う音であると主張していた。そこで、それぞれに違う仮名を当て嵌めようとしたのである。
しかし、日本語の研究が進み、それぞれに区別はないとする学説が出た。これらの奇字が実際に用いられることはなかった。

## 符号位置
2017年6月20日、Unicode 10.0 に「𛀆 ()」(U+1B006, HENTAIGANA LETTER I-1) が採用された。
2021年9月14日、Unicode 14.0 に「」(U+1B120, KATAKANA LETTER ARCHAIC YI) が採用された。
| 記号 | Unicode | JIS X 0213 | 文字参照            | 名称                       |
| ---- | ------- | ---------- | ------------------- | -------------------------- |
| 𛀆   | U+1B006 | -          | &#x1B006; &#110598; | HENTAIGANA LETTER I-1      |
| 𛄠   | U+1B120 | -          | &#x1B120; &#110880; | KATAKANA LETTER ARCHAIC YI |